# Palais de Chaillot
Ne doit pas être confondu avec Palais du Trocadéro.
Pour les articles homonymes, voir Chaillot.
Pour l'ancien couvent de la Visitation Sainte-Marie de la rue Saint-Antoine, voir Temple protestant du Marais.
Le palais de Chaillot est situé sur la colline de Chaillot à Paris, dans le 16e arrondissement, place du Trocadéro-et-du-11-Novembre. Il est réalisé pour l'Exposition universelle de 1937 par les architectes et grands prix de Rome Léon Azéma, Jacques Carlu et Louis-Hippolyte Boileau, en lieu et place du palais du Trocadéro.
Il est, avec le palais de Tokyo et le palais d’Iéna, l'un des trois édifices permanents résultant de cette Exposition universelle.

## Histoire

### Passé du site

#### Sous l'Ancien régime
Plusieurs bâtiments et projets architecturaux se sont succédé à l'emplacement où va s'élever le palais du Trocadéro. Un édifice, « l'Hermitage » ou « Maison de Beauregard », est acquis en 1583 par Catherine de Médicis qui projette d'y construire une maison de plaisance qui devait être inspirée des villas antiques, sous la direction de l'architecte Étienne Dupérac. Au XVIIe siècle, les lieux sont acquis par Pierre Jeanin, puis font partie du domaine du maréchal de Bassompierre, compagnon d'armes d'Henri IV, qui agrandit ce manoir. 

Le château est acquis en 1651 par les religieuses du couvent de la Visitation Sainte-Marie à l'initiative d'Henriette d'Angleterre qui y sera inhumée.
Ce couvent abandonné au début de la Révolution française est détruit en 1794 par l'explosion de la poudrerie de Grenelle.

#### Les projets duXIXesiècle

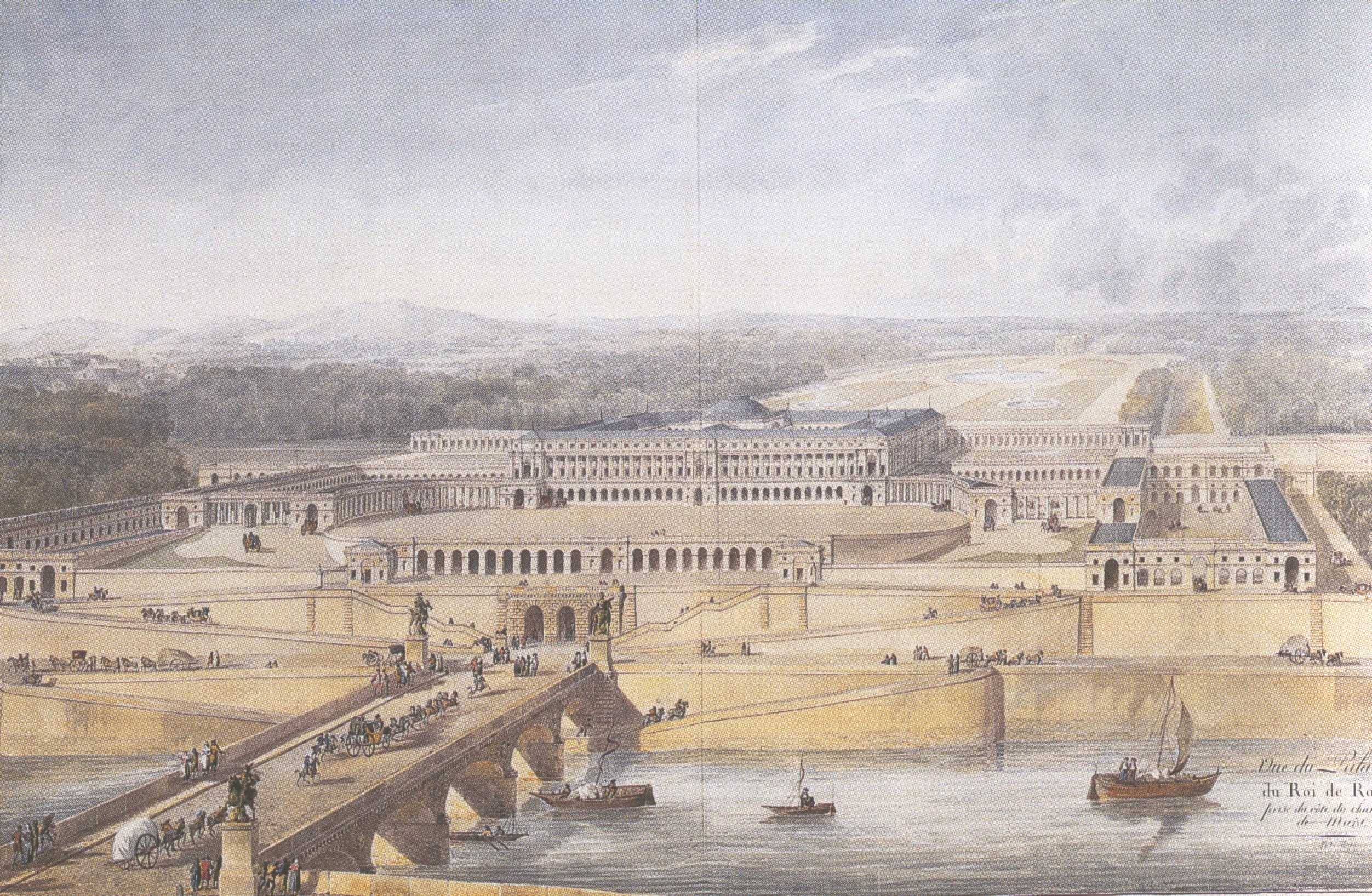
Projet de palais du roi de Rome par Charles Percier et Pierre Fontaine (1811).

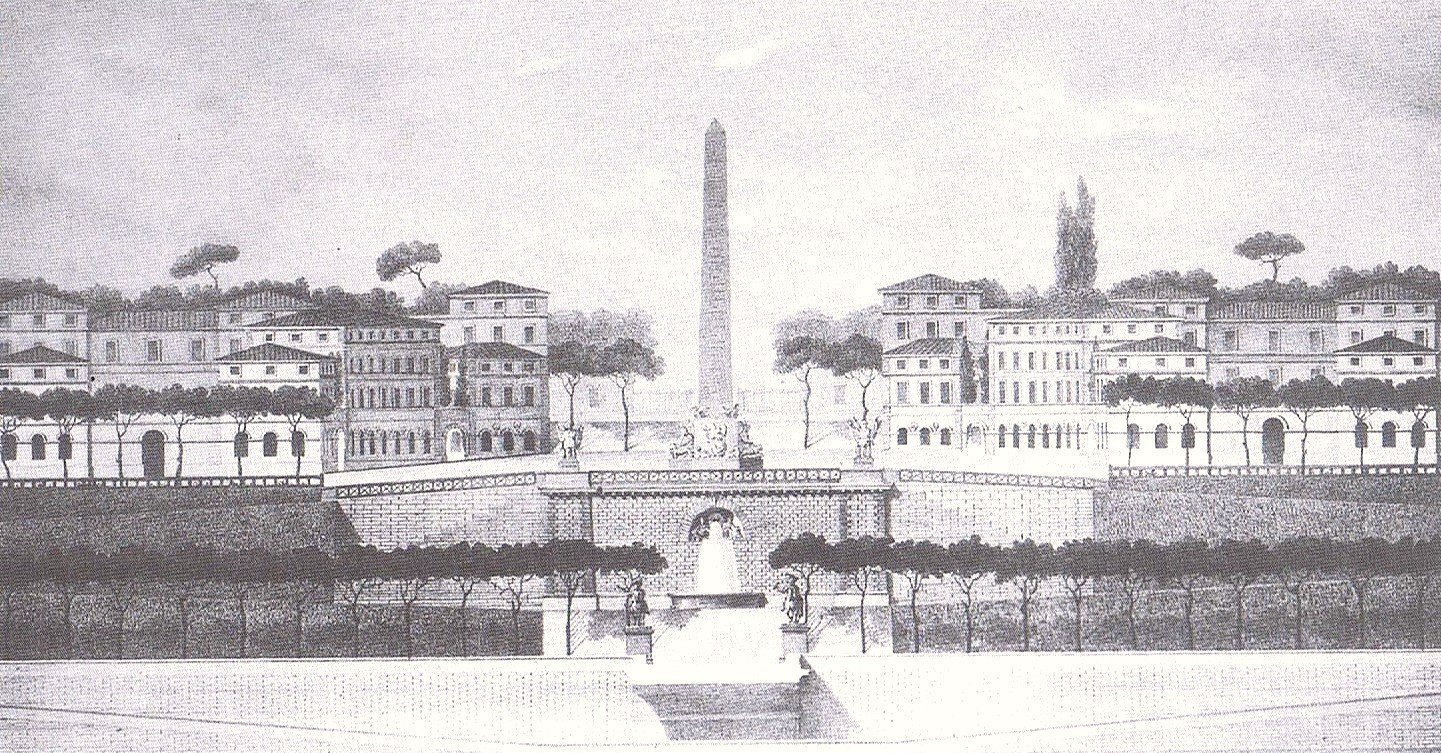
Projet d'aménagement de la colline de Chaillot par Antoine-Marie Peyre (1824).

En 1811, l'empereur Napoléon Ier décide de la construction sur le site du palais du roi de Rome, un édifice projeté pour être la résidence de son fils (soit un mois avant la naissance de celui-ci). Il devait être le centre d'une cité impériale administrative et militaire,,. Les architectes responsables du projet sont Charles Percier et Pierre-François-Léonard Fontaine. Il devait être, de l'aveu même de son concepteur, l'architecte Pierre-François-Léonard Fontaine, « l'ouvrage le plus vaste et le plus extraordinaire de notre siècle ».
En 1824, Antoine-Marie Peyre conçut un projet de « villa Trocadéro ». Il s'agissait d'un vaste projet immobilier centré sur une place semi-circulaire, laissant aux acquéreurs le choix de l'architecture. Le nom de « Trocadéro » provient du fort du Trocadéro, qui défendait le port espagnol de Cadix. En effet, le 31 août 1823, il est capturé par le corps expéditionnaire français commandé par le duc d'Angoulême, qui avait été envoyé par son oncle, le roi de France Louis XVIII pour rétablir le roi Ferdinand VII sur son trône d'Espagne. Le site du Trocadéro faisait ainsi référence à une victoire militaire française.
En 1826, au cours d'une reconstitution de ce fait d'armes lors d'une parade militaire devant le roi de France Charles X, la topographie des lieux servit à figurer cette bataille : la colline de Chaillot représente le « fort du Trocadéro » et devait être alors « conquise » à partir du Champ-de-Mars d'où partirent les « troupes » françaises. Le projet visait à édifier en face l’École militaire, un obélisque célébrant la prise du fort de Trocadéro par le duc d'Angoulême en 1823 et des casernes pour abriter trois bataillons de la garde royale (1824)
On éleva sur place un arc de triomphe provisoire et on posa la première pierre d'une caserne militaire qui ne vit jamais le jour. L'obélisque qui devait surgir au centre de la colline ne dépassa pas le stade du projet.
Sous la monarchie de Juillet, il fut proposé d'ériger en ces lieux le tombeau de l'empereur, avant que les cendres ne trouvent leur place aux Invalides. Ainsi, en 1839, Camille Moret conçut pour les lieux un projet de tombeau pour Napoléon Ier et, en 1841, Hector Horeau proposa d'ériger une statue colossale de l’empereur de 30 mètres de haut,.
En 1848, le sculpteur Antoine Étex, proposa un monument à la Liberté,.
En 1858, il projetait un « phare ou fontaine monumentale » au centre d'une place circulaire accueillant le palais impérial et les hôtels des ministères.
En 1868, Hector Horeau proposa quant à lui un nouveau projet envisageant une statue colossale de la « France intelligente éclairant le monde ». 
Mais rien de tout cela ne fut réalisé.
Après l'arasement de 3 mètres et nivellement de la colline pour l'exposition universelle de 1867 puis création d'une place et d'un escalier, les terrains en contrebas à l'emplacement des actuels jardins du Trocadéro restèrent  à l'état de friche jusqu'en 1876.

### Le palais du Trocadéro

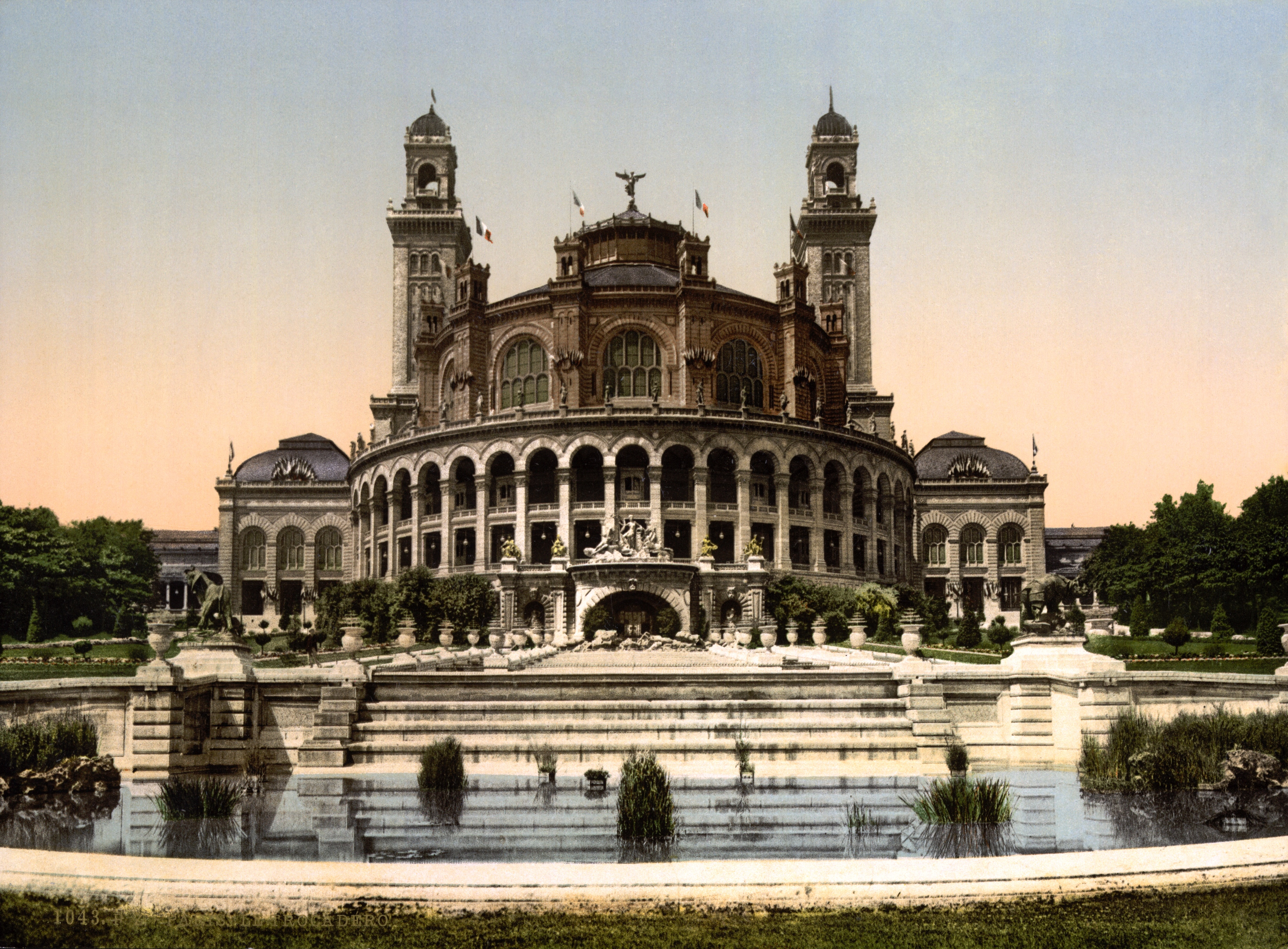
Le palais du Trocadéro pendant l'exposition universelle de 1900, vu des jardins.

Dès le milieu des années 1860, la colline de Chaillot subit des « travaux de terrassement et de nivellement », afin de servir de panorama aux installations de l’exposition universelle de 1867 situées en rive gauche et de constituer le parc du Champ-de-Mars. La place qui s'appelle alors encore « place du roi de Rome » est reliée jusqu’au pont d'Iéna par un escalier en granit. Le palais du Trocadéro est construit pour l'exposition universelle de 1878 sur les plans d'inspirations mauresque et néo-byzantine des architectes Gabriel Davioud et Jules Bourdais, avec des jardins de l'ingénieur Alphand. Lors de l'exposition universelle de 1937, le bâtiment est détruit et remplacé par le palais de Chaillot, qui en garda une partie de l'ossature et la configuration de deux ailes en demi-cercles.
Le palais du Trocadéro n’a pas vocation à dépasser le stade de l’exposition mais finalement subsiste. Il voit passer les expositions universelles de 1889 et de 1900, dont les installations sont surtout réparties sur le Champ-de-Mars (la plus notable étant la tour Eiffel, construite elle aussi initialement de façon éphémère). Le 15 avril 1889, un supplément du Figaro note : « Si l'on tient à bien se rendre compte de l'ensemble de l'exposition universelle, le meilleur moyen est de se placer au point central du palais du Trocadéro, au milieu de la galerie circulaire qui domine les statues dorées des cinq parties du monde. De là, le panorama est magnifique ». Lors de l'exposition de 1900, les pavillons des colonies et protectorats français sont installés dans les jardins du palais et le pont d'Iéna est « élargi au moyen de trottoirs en bois » (il est complètement agrandi en 1935, de 14 à 35 mètres).
Il accueillit pendant son existence le musée des monuments français créé en 1879 par Eugène Viollet-le-Duc ainsi que le premier musée parisien d'ethnographie fondé par E. Hamy, ancêtre du musée de l'Homme. Les jardins du Trocadéro furent dessinés par Adolphe Alphand. À partir de 1880, un observatoire populaire, fondé par Léon Jaubert, y était installé.

### Le palais de Chaillot

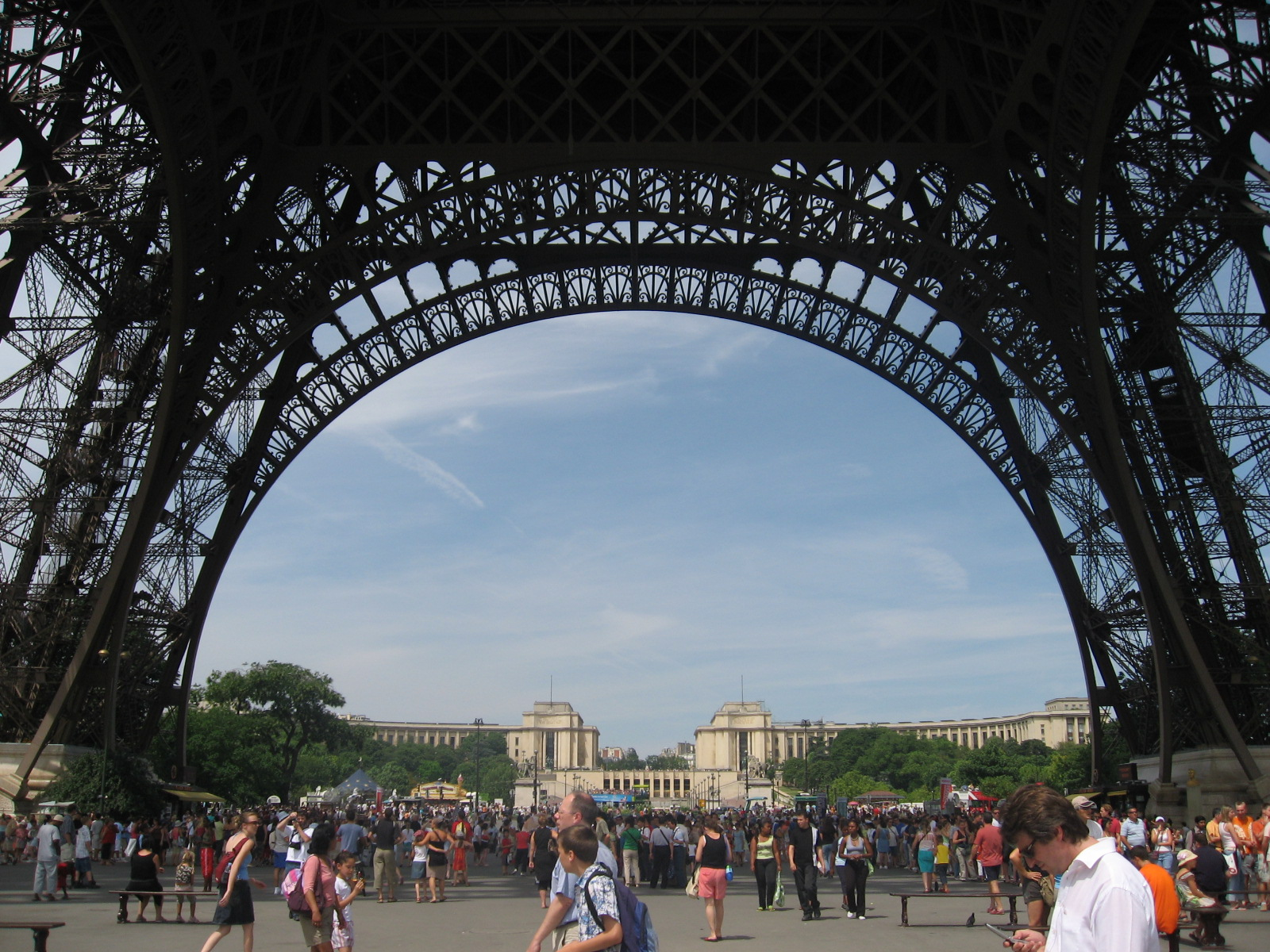
Le palais de Chaillot vu de la tour Eiffel.

#### Le projet
Le palais du Trocadéro sera finalement détruit, remplacé par le palais de Chaillot bâti pour l'exposition universelle de 1937, qui reprendra lui-même l'essentiel de l'ossature de l'ancien édifice, notamment les ailes et les verrières et la fondation des colonnades, (seule la partie centrale du palais du Trocadéro laissera la place à une esplanade, ce qui implique de creuser sous terre pour enfouir le nouveau théâtre). Sont également conservées les « fermes métalliques curvilignes en tôle découpée de la charpente », visibles dans la galerie des moulages du musée bien que la structure générale devienne en béton armé, les piles porteuses étant doublées de pierres meulières, les murs étant édifiés en moellons de pierre, en parpaings de béton, en briques pleines ou creuses alors qu'ils sont ensuite recouverts de plaques de pierre de Bourgogne et de pierre reconstituée (à noter que derrière ces plaques se trouvent encore les murs de pierre de l'ancien palais du Trocadéro) ; les planchers sont constitués de dalles de béton armé alors que les menuiseries sont métalliques (elles ont été posées assemblées). Le nouveau projet est représentatif d'un style épuré et néoclassique dit « de l'entre-deux-guerres », contrastant avec l'ancien bâtiment, jugé trop éclectique, voire indéfinissable ;  Azéma parle même d'un projet « néo-romain » bien qu'il ne faille pas y voir une résonance particulière à l'architecture totalitaire, ce type de bâtiment étant courant à cette période également aux États-Unis ou au Royaume-Uni. 

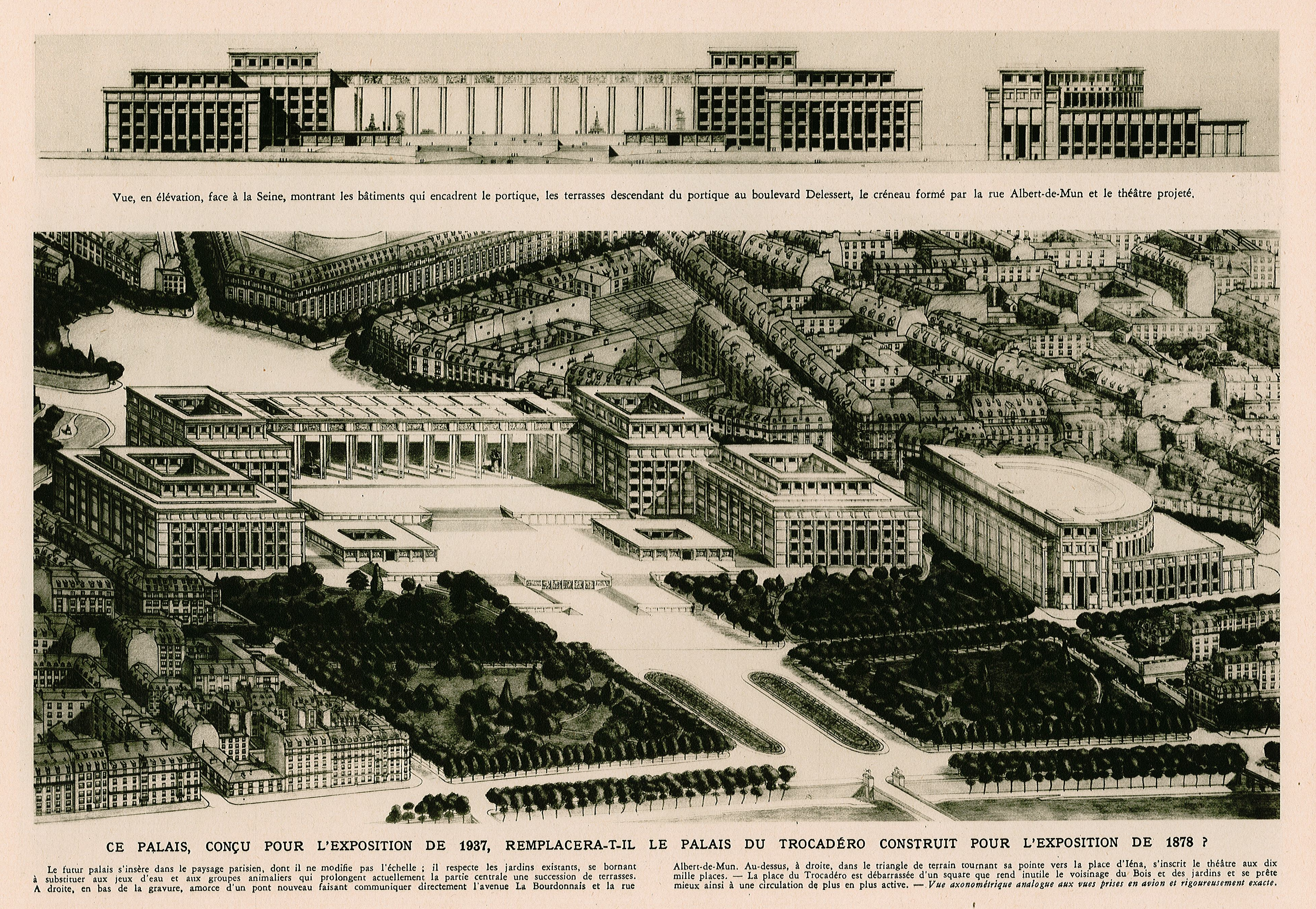
Le projet proposé par Auguste Perret.

Parmi les projets initiaux n'ayant pas été retenus, on compte celui d'Auguste Perret, qui entrait dans le cadre de son désir de créer un axe allant de la porte Dauphine à la place d'Italie. Au Trocadéro, il propose de créer une « cité des musées », quatre grands édifices reliés par une colonnade d'environ 200 mètres, plusieurs terrasses permettant plus bas de rejoindre la Seine. La crise économique et la chute du gouvernement Daladier, partisan du projet, conduit dès lors à choisir une idée moins coûteuse, qui reprend pour partie la structure de l'ancien palais du Trocadéro.

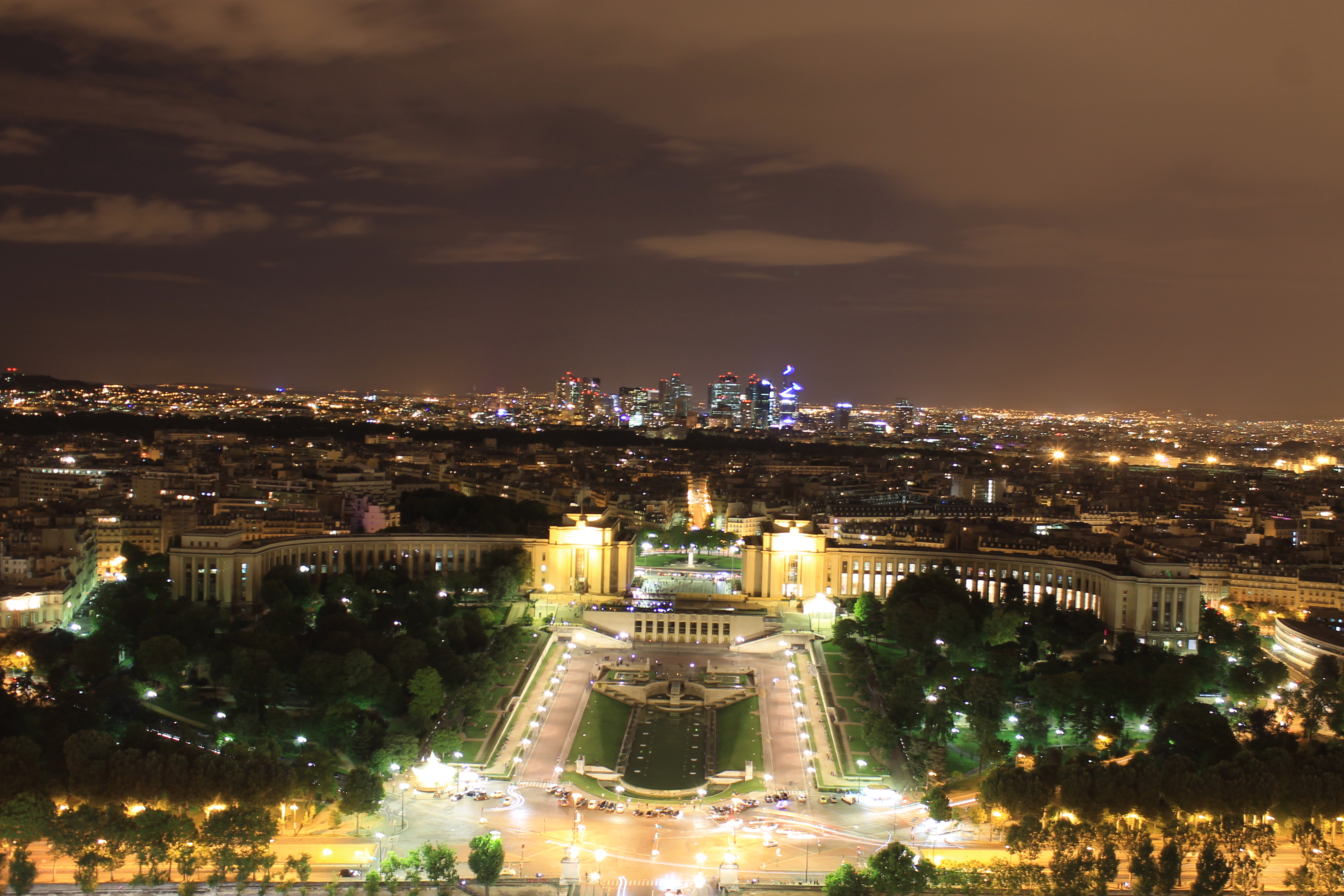
Palais de Chaillot.

Les architectes Jacques Carlu, Louis-Hippolyte Boileau et Léon Azéma sont chargés du projet. On choisit d'« enchemiser » les ailes de l'ancien palais en les « doublant par une nouvelle galerie du côté Seine » mais de détruire la salle de spectacle et des deux tours pour les remplacer par une simple esplanade, dans l'« axe tour Eiffel-École militaire » alors qu'une « nouvelle salle de théâtre [est] aménagée sous ce parvis ». Le style du nouveau palais est « monumentaliste néo-classique ». La superficie du nouveau palais est portée à 41 000 m2, contre 17 000 auparavant ; la nouvelle esplanade est ouverte sur 125 mètres et large de 60. Pour contenter les architectes non retenus par le concours (bien que les noms aient déjà été précédemment choisis), certains se voient confier une partie des travaux : Édouard et Jean Niermans aménagent la nouvelle salle de spectacle, Louis Süe et Gustave Louis Jaulmes décorant le foyer, le bar-fumoir et la galerie centrale du foyer et Roger-Henri Expert les fontaines. Des grèves syndicales ponctuent néanmoins la construction en 1936 et le palais ne sera pas achevé à temps, du moins pour les parties intérieures, le théâtre n'étant terminé qu'en 1939. La revue La Nature note, dans son numéro du second semestre de 1936 : « Un coup de mine dans les arcades du Trocadéro : construit pour durer des siècles, l'ancien palais aura été abattu au bout de cinquante-sept ans ». Contrairement à l'ancien, le nouveau palais offre une harmonie générale dans ses proportions.

#### L'entre-deux-guerres et la Seconde Guerre mondiale

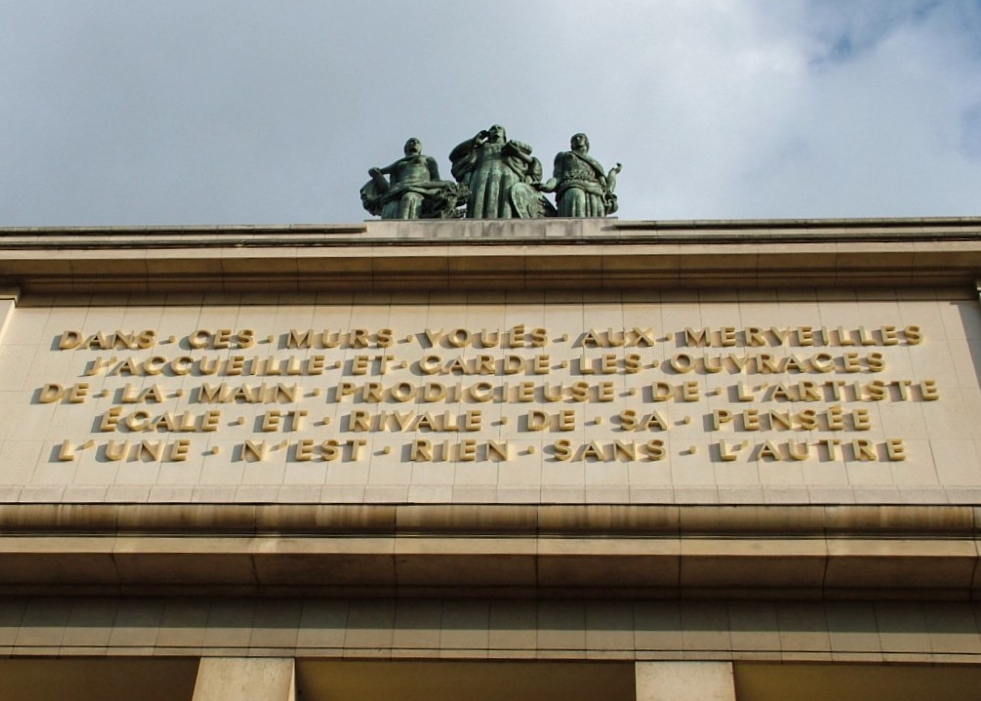
« Dans ces murs voués aux merveilles
J'accueille et garde les ouvrages
De la main prodigieuse de l'artiste
Égale et rivale de sa pensée
L'une n'est rien sans l'autre »

Lors de l'exposition de 1937, les pavillons des puissances invitées sont installés dans les jardins. Celui de l’URSS, du côté de l'aile de Passy, comporte la statue L'Ouvrier et la Kolkhozienne de la sculptrice Vera Moukhina ; en face, celui de l'Allemagne du Troisième Reich est surmonté d'un « aigle doré juché sur [une] croix gammée », et a été conçu par Albert Speer. Dans la perspective du palais et de la tour Eiffel, située sur la place du Trocadéro, s'élève la Colonne de la paix, réalisée par Albert Laprade. Pour la première fois, l'électricité est utilisée de façon massive, créant ainsi une attraction nocturne appréciée sur la colline de Chaillot.
Le palais sert de cadre à la commémoration de la Révolution française de 1789 et de la Fête de la fédération de 1790, lors d'une fête de l'unité nationale, le 14 juillet 1939 ; le champ de Mars, où s'était déroulée cette manifestation 149 ans plus tôt, se situe de l’autre côté du pont d'Iéna. « Pavoisés aux couleurs de la France, le palais de Chaillot et le Champ-de-Mars servent de cadre aux cérémonies solennelles et aux réjouissances populaires qui accompagnent l'évènement. […] Pour marquer l’événement, la terrasse du [palais] est drapée et ornée d'une immense cocarde tricolore agrémentée, en son centre, du moulage de la Marseillaise de François Rude. Des faisceaux de licteurs de 15 mètres de haut pavoisés aux couleurs de la France sont également dressés sur le parvis ». Albert Lebrun, président de la République, prononce un discours à la foule, amassée autour de la fontaine, sous la pluie ; le journal Le Temps note que la France avait « donné au monde et à […] elle-même le spectacle d'une force militaire bien faite pour décourager l’esprit d'agression quels que puissent être l'enivrement et la présomption des agresseurs éventuels ». Quarante-cinq jours après débute la Seconde Guerre mondiale.

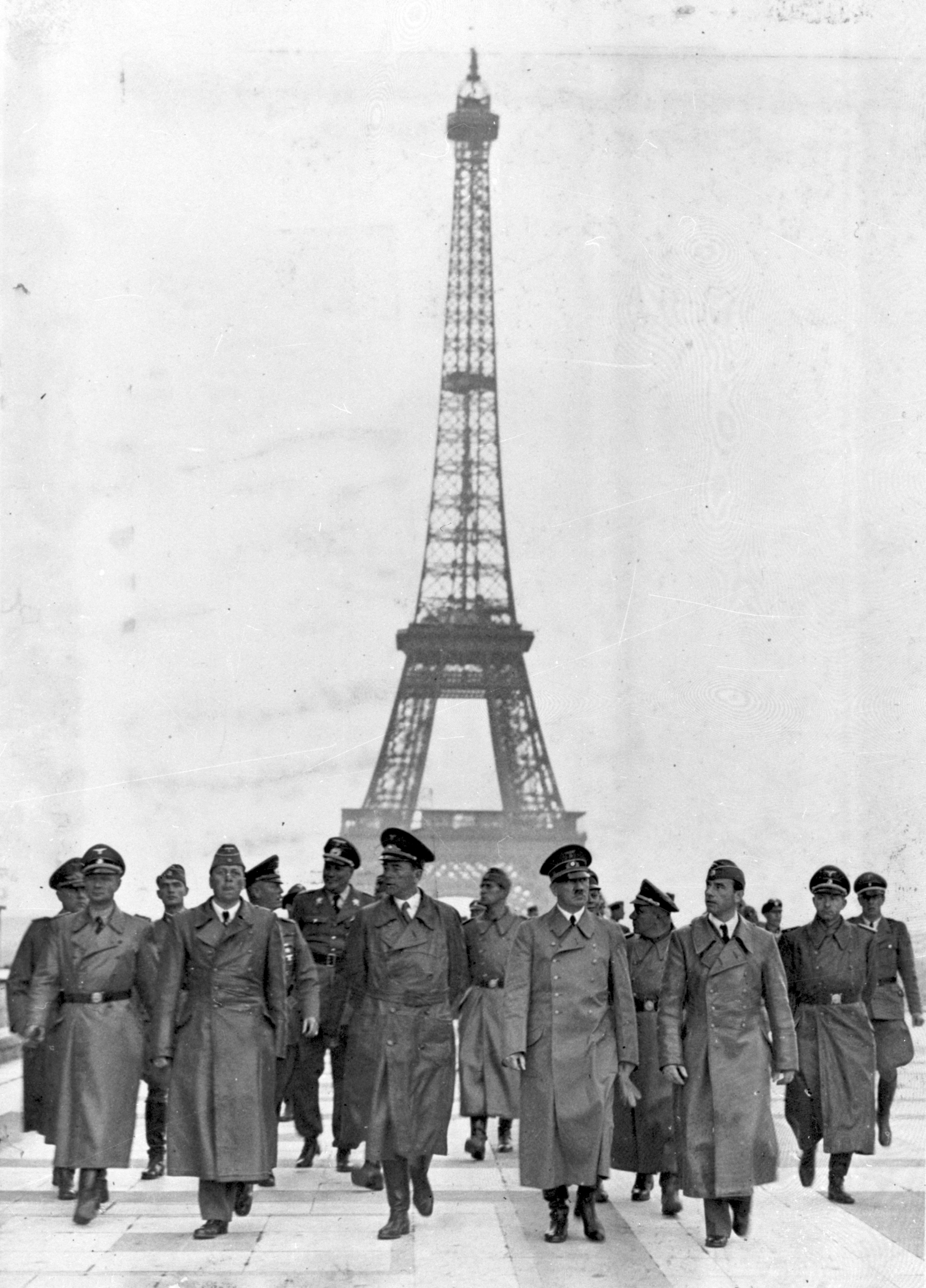
Adolf Hitler sur l’esplanade du Trocadéro, le 23 juin 1940.

Le 23 juin 1940, après l'invasion allemande, le Führer Adolf Hitler et son entourage militaire parcourent l'esplanade du Trocadéro. Il prévoit dès lors d'en faire une copie à Berlin[réf. nécessaire] pour la future « Welthauptstadt Germania », projet qui sera finalement abandonné. Une cérémonie est organisée le 22 juin 1943, pour marquer l'opération Barbarossa (invasion allemande en URSS), deux ans plus tôt. Des musiques héroïques sont diffusées, puis un Appel aux morts de la L.V.F. ; des bannières de la LVF et de l'Allemagne nazie sont étendues sur le palais. Un canon antiaérien est installé par les troupes alliées le lendemain de la Libération de Paris dans le grand bassin de la fontaine du jardin du Trocadéro. Le 25 juillet 1945, les obsèques nationales de l'écrivain Paul Valéry y sont organisées : le « catafalque aux couleurs de la France » disposé sur l'esplanade reçoit les « honneurs militaires et le recueillement de la population ».

#### Le bâtiment de l'ONU et de l'OTAN

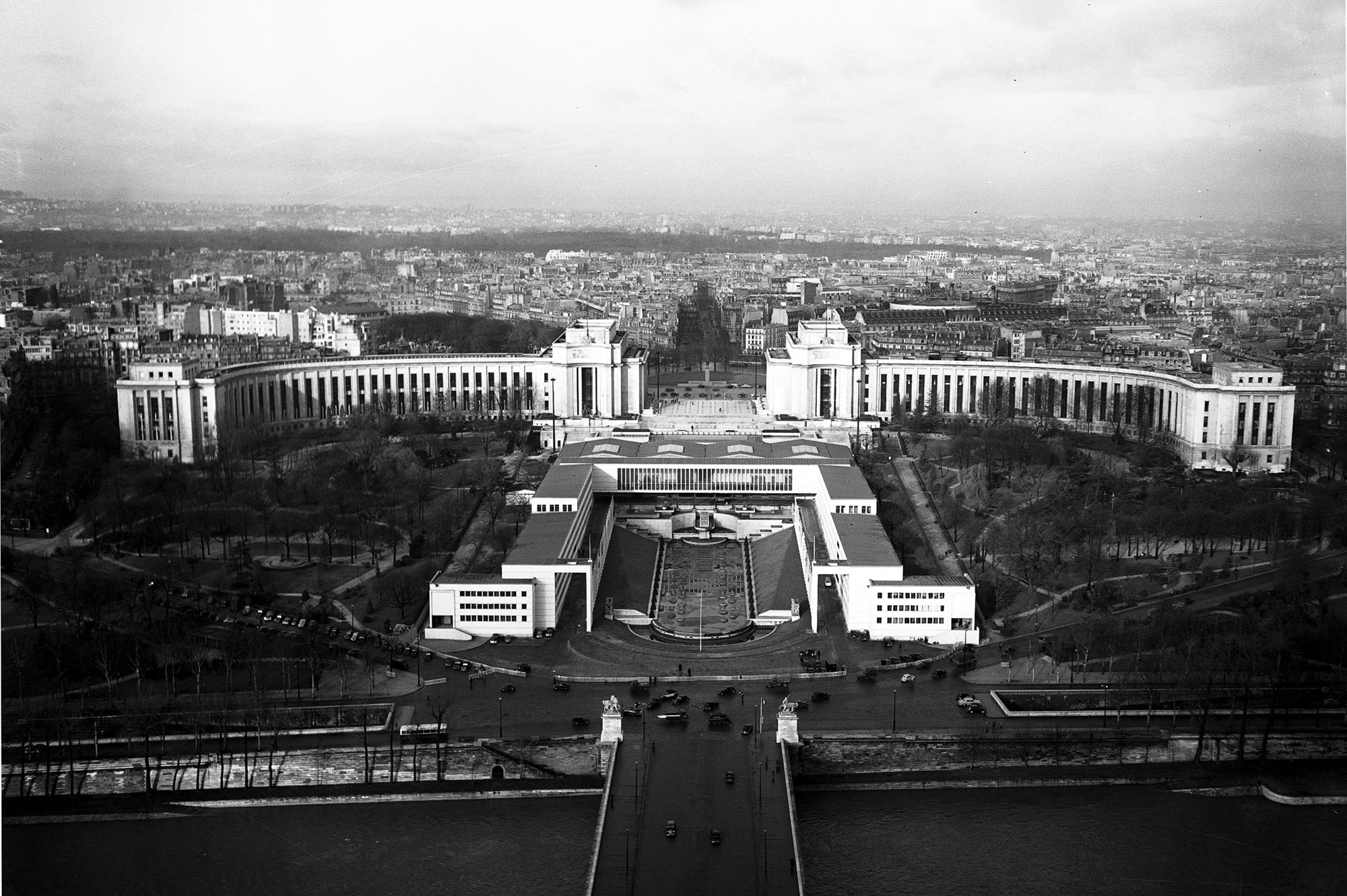
Dans les années 1950, le palais, siège des Nations unies puis de l'OTAN, est complété de préfabriqués autour de la fontaine du Trocadéro.

L'ONU, qui vient d'être créée en 1946, tient au palais de Chaillot deux sessions de son Assemblée générale, la 3e (septembre-décembre 1948) et la 6e (novembre 1951-février 1952), car presque toutes les institutions onusiennes n'avaient pas de sièges définitifs. Le palais bénéficiera à ce titre d'une exception d'extraterritorialité temporaire. Le 1er septembre 1948, le ministre français des Affaires étrangères Robert Schuman remet symboliquement les clefs du palais au secrétaire général de l'ONU, Trygve Lie. L'Assemblée générale y adopte la Déclaration universelle des droits de l'homme le 10 décembre 1948 (une plaque commémorative rappelle cet évènement dans le théâtre). Des premiers préfabriqués sont édifiés dans les jardins par l'architecte Jacques Carlu, qui dans son exil forcé aux États-Unis pendant la guerre avait acquis de maîtrise la conception de tels bâtiments. Pendant cette période, le fonctionnement du théâtre et du musée de Chaillot sont fortement perturbés.
En 1951, afin de recevoir la sixième assemblée générale, d'autres bâtiments provisoires préfabriqués situés de l’esplanade jusqu'à l'actuelle avenue des Nations-Unies et autour de la fontaine, sont construits en 135 jours, toujours sur les plans de Carlu mais plus ambitieux (25 000 mètres carrés avec charpente métallique et montage à sec ; ils resteront en place une dizaine d'années),. Ce sera la dernière session de l'assemblée générale avant son transfert définitif à New York. Véritable centre international où se pressent 3 000 fonctionnaires, diplomates et journalistes (Libération parle du « siège du gouvernement du monde »), le palais accueille également, entre le 28 avril 1952 et le 15 décembre 1959, le siège de l'OTAN, qui est ensuite déplacé au palais de l'OTAN (actuelle université Paris-Dauphine),. Le 23 octobre 1954 a lieu au palais la signature du protocole d'adhésion de l'Allemagne de l'Ouest à l'OTAN ; à cette occasion est créée l'Union de l'Europe occidentale, installée dans une partie du bâtiment créée par Perret, en face de l'aile Paris. En 1960, les préfabriqués sont détruits.
Pour commémorer l'endroit, le président de la République française François Mitterrand renomme l'esplanade « parvis des droits de l'homme », le 30 mai 1985.

#### Le palais depuis les années 1990
Le palais de Chaillot est une propriété de l'État dont le ministère de la Culture est l'utilisateur principal. Il abrite plusieurs établissements publics qui en sont les utilisateurs secondaires : des musées, dont le musée de l'Homme et le musée national de la Marine dans son aile ouest, le Théâtre national de Chaillot en son centre, notamment sous le parvis, et la Cité de l'architecture et du patrimoine dans son aile est (Musée des monuments français, École de Chaillot et Institut français d'architecture).
Un incendie survenu le 22 juillet 1997, à 22 heures, abîme les collections du musée des monuments français, tant par les flammes (notamment la charpente qui venait d'être rénovée) que par les jets d'eau utilisés par les pompiers.
La restructuration de l'aile de Paris consécutive à cet incendie s’est accompagnée du déménagement définitif de la Cinémathèque française à Bercy, logée dans le palais entre 1963 et 2005.
Dans l'aile Passy, le musée de l'Homme a été profondément remanié entre 2010 et 2015, et le musée national de la Marine a également bénéficié d'une rénovation importante de 2018 à 2023.

## Architecture du palais de Chaillot
Ce site est desservi par la station de métro Trocadéro.

### Palais
Le palais de Chaillot est donc formé de deux pavillons et de deux ailes curvilignes cernant un vide central (l'esplanade des droits de l'homme) et descendant vers la Seine. Entre les deux ailes « de Passy » (à l'ouest) et « de Paris » (à l'est), les jardins du Trocadéro dominent la vue sur la tour Eiffel et le Champ de Mars.
Au dernier étage, du côté de l’aile de Passy, se trouve un duplex de quelques centaines de mètres carrés, avec terrasse, dans lequel ont habité Paul Rivet (1876-1958), fondateur du musée de l'Homme, René Coty (1882-1962), ancien président de la République française, puis Christian Fouchet (1911-1974), ancien ministre de l’Éducation nationale. L’homme politique François Léotard (1942-2023) a failli s’y installer, avant d’en être dissuadé par une indiscrétion parue dans la presse.
De style monumental, le palais de Chaillot a été critiqué, notamment dans l'après guerre, pour se rapprocher de l'architecture totalitaire. En effet, l'écrivain italien Leonardo Sciascia considère qu'il s'agit de l'« exemple d'une architecture qui dans notre mémoire fait tout un avec le fascisme ». Cela est à mettre en perspective avec le séjour parisien, en juin 1940, d'Adolf Hitler, qui avait visité l'édifice et fait part de son admiration.
L'ensemble de l'édifice se caractérise par une abondante statuaire due, entre autres, aux artistes Paul Belmondo, Léon-Ernest Drivier et Marcel Gimond. Charles Hairon a réalisé certains des bas-reliefs extérieur et Gilbert Poillerat les grilles d'entrée. Les deux pavillons sont surmontés de groupes monumentaux sculptés par Raymond Delamarre et Carlo Sarrabezolles. Parmi les statues disposées le long des grands escaliers permettant de rejoindre la fontaine des jardins du Trocadéro (ou « de Varsovie », érigée en 1937), du côté de l'aile de Passy, on note, debout, l'Homme de Pierre Traverse, et assise, Flore de Louis-Aimé Lejeune.
Devant se situent les jardins du Trocadéro, ornés de sculptures et d'une végétation organisée au sein d'un parc à l'anglaise encadrant des bassins en cascade, la fontaine et s'écoulant par vingt jets d'eau étagés sur huit paliers successifs. Félix Févola a réalisé le miroir d'eau et les fontaines. Le tout est aménagé par l'architecte Roger-Henri Expert.
Les façades et couvertures du palais, son parvis et sa terrasse avec son escalier, ses décors d'origine subsistants (sauf la salle de théâtre remaniée) ont été classés monuments historiques par arrêté du 24 décembre 1980. En ciment moulé, les murs extérieurs sont moins de la sculpture en épaisseur que des plaquages, des tableaux sculptés. Sur les 20 emplacements en hauteur susceptibles d'accueillir des bas-reliefs côté rue, quatorze sont occupés : sur l'aile Passy (musée de l'Homme et musée national de la Marine, on retrouve une iconographie des continents et de la navigation (notamment L'Océanie d'Henry Arnold, L'Afrique d'Antoine Sartorio et L'Asie de Georges Saupique) alors que sur l'aile Paris (musée des Monuments français), on trouve des bas-reliefs consacrés à la sculpture et l'architecture (comme L'Architecture civile de Jean Debarre).

### Théâtre

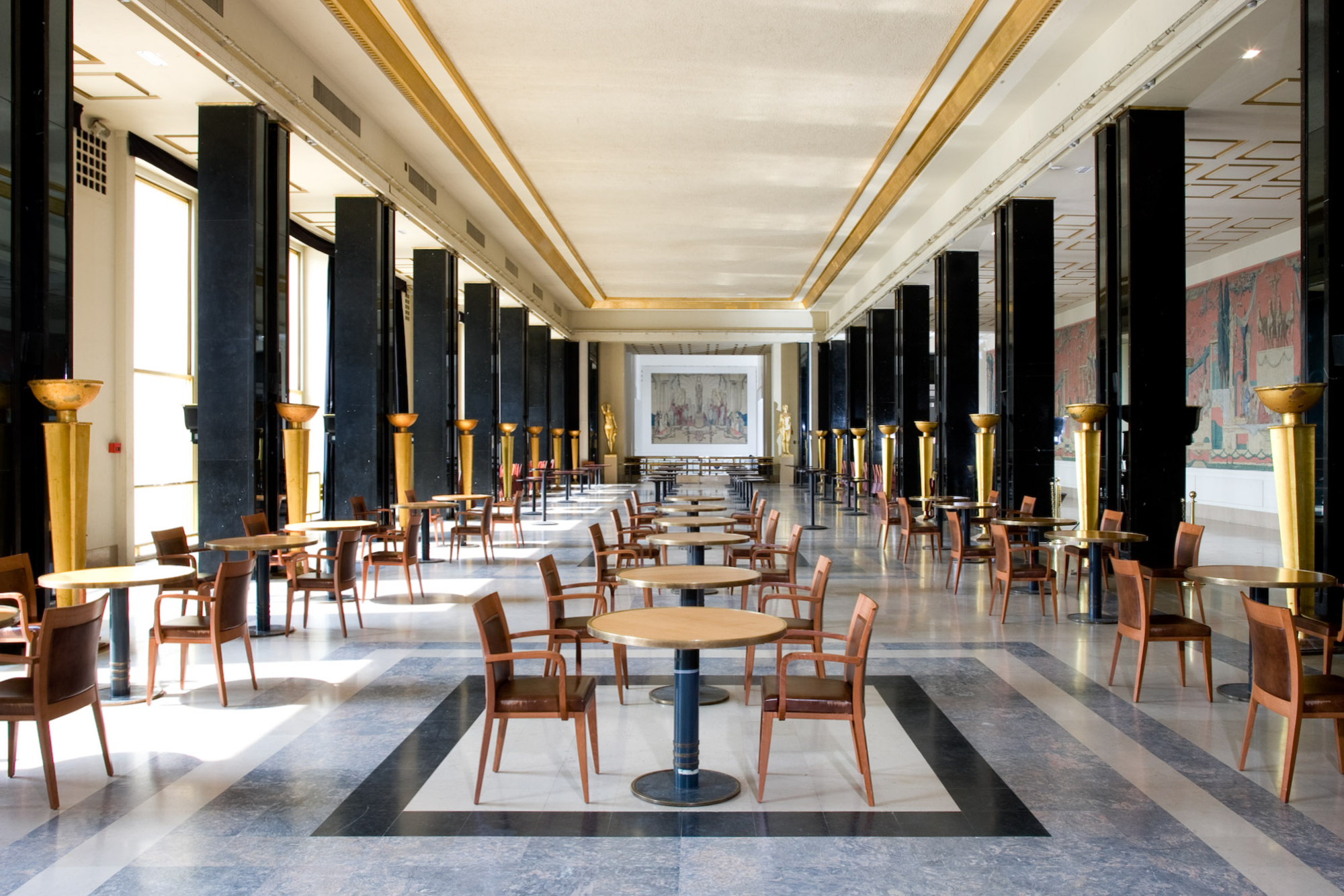
Le grand foyer du théâtre.

Les critiques techniques et sonores de la salle des fêtes de l'ancien palais du Trocadéro sont prises en compte dans la création du théâtre du palais de Chaillot (notamment pour l'orgue, désormais modulable et déplaçable) même si on reproche au nouveau lieu un décor trop pesant, les citations de Valéry présentées dans un cadre en bronze, qui détournent l'attention de la scène, et surtout une acoustique toujours défaillante.
Le théâtre, construit dans un style Art déco sous la direction de Louie Süe, a requis la compétence de proches, comme le ferronnier Raymond Sube (pour les lampadaires, les vasques et les balustrades) et les peintres Gustave Louis Jaulmes (fresque de style pompéien), Pierre Bonnard, Maurice Denis, Ker-Xavier Roussel et Émile Vuillard (quatre anciens nabis qui réalisent avec Louis Billotey, Roland Oudot et Jean Souverbie des panneaux pour la galerie des orchestres). La salle, œuvre des Niermans, comporte dix ensembles sculptés, principalement des couples allégoriques, comme France/Ville de Paris ou Art mural/Art théâtral. Le fronton de scène est réalisé par Évariste Jonchère et figure Apollon entouré des Arts du théâtre. La fosse d'orchestre peut accueillir 150 musiciens ; on compte 2 800 places pour le public, dont 1500 au parterre,.

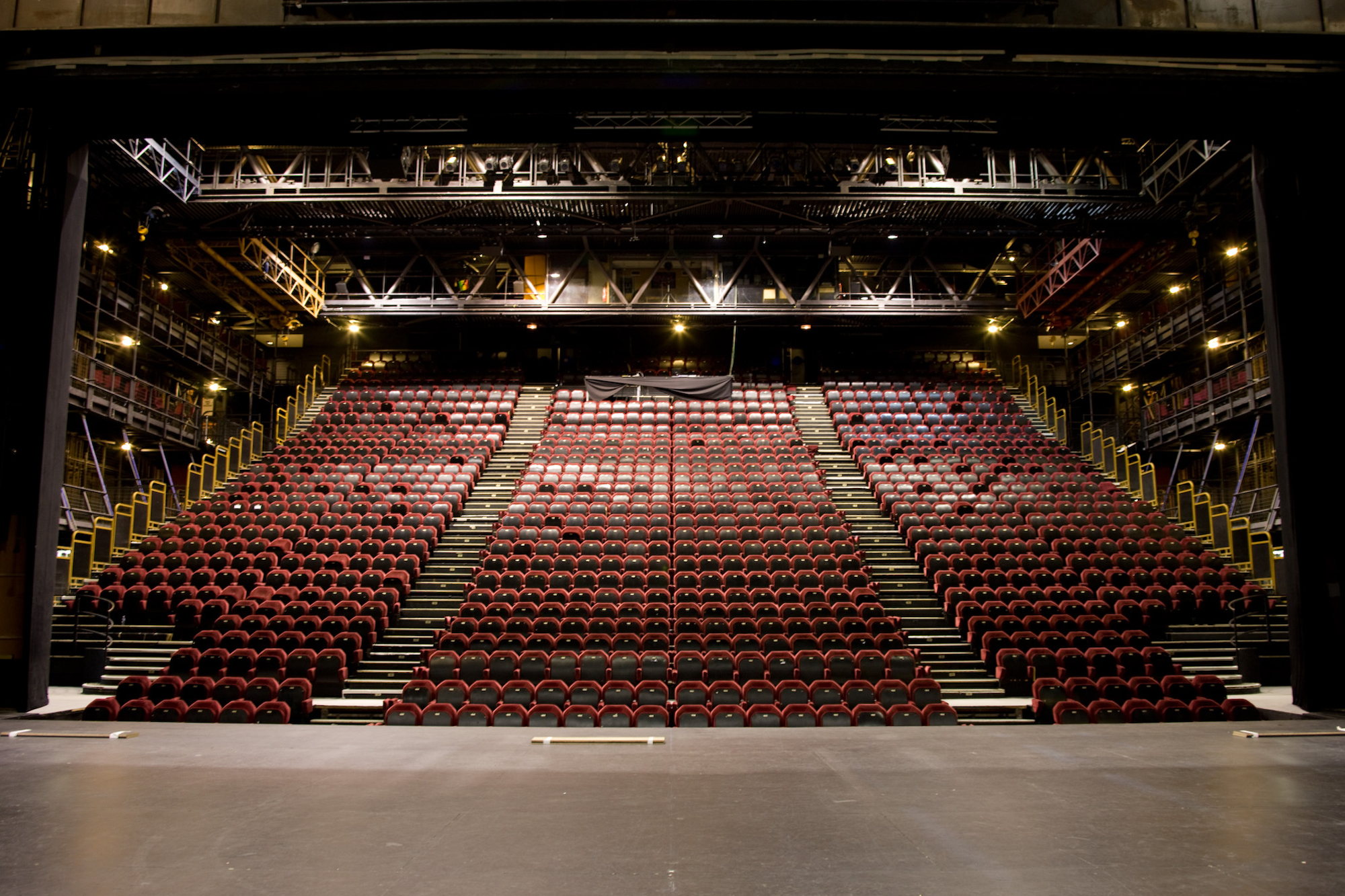
La salle « Jean-Vilar ».

Pendant l'Occupation allemande ont lieu au théâtre diverses concerts et spectacles, organisés par les collaborationnistes ou les nazis, notamment pour des « bonnes œuvres » en faveur des travailleurs français en Allemagne. Le 11 novembre 1944 s'y tient un gala en l'honneur des familles des FFI. Paul Abram, le directeur du théâtre, est révoqué par Vichy en 1939 ; en 1941 est nommé Pierre Aldebert, qui reste en poste jusque dans les années 1950 mais avec très peu de moyens mis à sa disposition. Vers 1950, pendant deux mois, la salle est fermée pour accueillir l'ONU. La présence de ces manifestations politiques tient beaucoup à l'échec culturel du lieu. Le théâtre rouvre en 1952, avec à sa tête Jean Vilar, qui veut relancer le Théâtre national populaire, déjà présent dans l'ancien palais du Trocadéro mais qui avait été un échec. La nouvelle formule est un succès, où se produisent de grands comédiens (Gérard Philipe, Maria Casarès, etc.) et de jeunes débutants (Michel Bouquet, Jeanne Moreau, etc.) dans de grandes mises en scène (William Shakespeare, Bertolt Brecht, etc.) au caractère dépouillé réalisées par Vilar, avec Maurice Jarre à la musique et Léon Gischia et Édouard Pignon à la scénographie. La critique est dans l'ensemble favorable et la dimension populaire de l'entreprise, réelle, avec des horaires de représentation calqués sur ceux des salariés, des rencontres entre artistes et public, une coopération avec les comités d'entreprises de l'Île-de-France et des prix réduits (cinq ans après le lancement, on compte 1139 représentations « à prix populaires » sur un total de 1451) ; malgré tout, le public reste davantage issu des classes moyennes que du milieu ouvrier. Si Jean Vilar critique à son tour l'agencement de la salle, il réussit à la remplir de façon convenable. En 1963, il ne demande pourtant pas le renouvellement de son contrat et concentre son travail à Avignon. Après cette période s'enclenche un relatif déclin, une baisse de fréquentation, tenant en partie aux choix de son successeur, Georges Wilson.
En plus de la grande salle, est aménagée, en 1965, une salle plus petite, de 420 places par l'architecture Jean de Mailly et le scénographe Jacques Le Marquet, sur la commande du directeur Georges Wilson, à la place d'un bar-fumoir décoré par Dufy et Friesz. La grande salle disparaît dans les années 1970, suivant une partie du projet formulé en 1972 par Jack Lang et Antoine Vitez, afin de laisser place à un espace modulable : il s'agit de l'aménagement des architectes Valentin Fabre et Jean Perrotet. Il y a donc désormais trois salles, la plus grande étant de 1 200 places ; les aménagements théâtraux d'origine, certes d'usage compliqué, ont donc disparu.

### Orgue Cavaillé-Coll / Gonzalez
De sa construction à 1972, le palais de Chaillot a abrité un orgue prestigieux, l'ancien orgue du Trocadéro, devenu aujourd'hui celui de l'auditorium Maurice-Ravel de Lyon.

### Les jardins

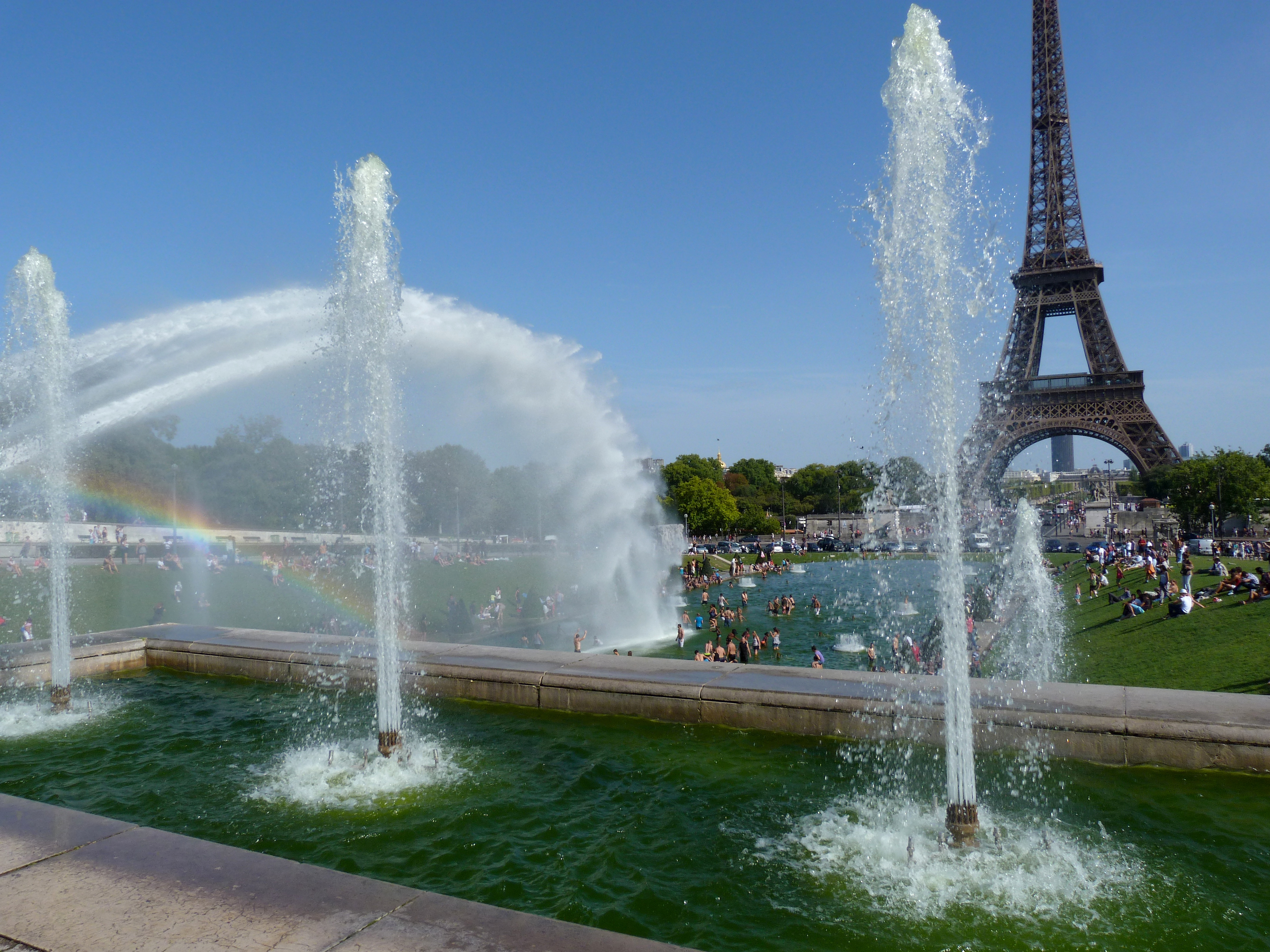
La fontaine dans les jardins.

## Musées
Bien qu'il n'ait pas existé de volonté politique consciente de regrouper en autant de lieux proches de nombreux musées, Pascal Ory envisage de parler d'« île aux Musées » pour évoquer le quartier de Chaillot. Outre ceux abrités dans le palais (musée des Monuments français depuis 1879, musée de l'Homme depuis 1937, musée national de la Marine depuis 1943 et Cité de l'architecture et du patrimoine depuis 2007) ou qui y ont été (musée d'Ethnographie du Trocadéro entre 1878 et 1937), de nombreux musées sont situés aux alentours (musée national des Arts asiatiques - Guimet, musée d'Art moderne de Paris, palais Galliera, musée de la Mode de la ville de Paris, musée Clemenceau ; à noter aussi le musée national des Travaux publics, fermé en 1955, le musée national des Arts et Traditions populaires, fermé en 2005 et le musée du Cinéma ouvert par Henri Langlois dans les années 1970 et rouvert en 2005 dans le 12e arrondissement de Paris).

## Le palais de Chaillot «spectacle du politique»

### Événements
De nombreux événements et mises en scène politiques ont eu lieu au palais de Chaillot, comme la cérémonie nocturne des 150 ans de la Révolution française du 13 juillet 1939 scénographiée par Carlu, dont le galop d'essai avait été, un an plus tôt au même endroit, une scénographie toujours signée Carlu en l'honneur de l'amitié franco-britannique et qui s'inspirait du grandiose des mises en scène des régimes totalitaires de l'époque (notamment d'immenses faisceaux de licteur, pourtant emblème depuis une vingtaine d'années du fascisme italien), mais ici au service de la grandeur de la République. Ont également lieu les funérailles de Paul Valéry les 24 et 25 juillet 1945, l'ouverture de la première « année » internationale les 7-8 juin 1985 (« Année de l'Inde », sous la houlette de Catherine Clément) et l'anniversaire des 50 ans de l'exposition universelle en 1987 (« Nuit de la Lumière »).

### Symboles

#### «Paix et culture»
Les inscriptions du poète Paul Valéry sur les façades et les ornements extérieurs exultent la combinaison allégorique « paix / culture », par exemple les deux sculptures situées de part et d'autre de l'esplanade, Hercule de Pommier et Apollon de Bouchard. L'esprit des expositions universelles étant résolument engagé pour promouvoir « l'esprit de paix », on retrouve cette signalétique dans le pavillon de la Paix, provisoire et construit par Albert Laprade et Léon-H. Bazin, installé au centre de la place du Trocadéro ; il est composé de salles disposés en hémicycle abritant des photomontages supervisés par Jean Carlu (sur deux idées : Les forces de guerre agissent et Les forces de paix agissent), en arrière-plan d'un pylône de 50 mètres de hauteur décoré de rameaux d'olivier et d'une base où est affiché le mot « PAX ». À sa place se trouve depuis 1951 une statue du maréchal Foch.
Influencé par l'arrivée récente du gouvernement du Front populaire, l'exposition est relativement modifiée et « gauchie », avec l'adjonction d'autres pavillons (pour le Rassemblement universel pour la paix, pour le Comité mondial des femmes, les associations français pour la SDN ainsi que des groupes d'anciens combattants). En 1935, Paul Rivet, premier élu du Front populaire, avait été à l'origine de la création du musée de l'Homme au palais de Chaillot.
Les lieux entourant le palais dans le quartier sont pour beaucoup liés à l'amitié franco-américaine (rue Benjamin-Franklin et statue, monument à l'amiral de Grasse, stèles aux Français morts à la bataille de Yorktown, statue de George Washington place d'Iéna, place des États-Unis - depuis 1881 - et place Rochambeau - depuis 1934 - et avenue du Président-Wilson) puis, après le second conflit mondial à l'amitié universelle avec des noms de dirigeants et lieux étrangers dans le choix des allées des jardins du palais (1932 : Albert Ier de Monaco, 1951 : Gustave V de Suède, 1952 : Nations unies, 1945 : quai de New York - auparavant de Tokyo -, place de Varsovie, Hussein Ier de Jordanie). Sous Valéry Giscard d'Estaing, la place du Trocadéro devient « place du Trocadéro-et-du 11-Novembre » et sous François Mitterrand l'esplanade « parvis des Libertés-et-des-Droits-de-l'Homme ». Trois plaques extérieures célébrant les Droits de l'homme sont par la suite inaugurés : en 1985 sous Mitterrand, en 1987 par ATD Quart monde et une dernière sur les martyrs du « devoir d'informer » ; une quatrième a été installée en 1988 dans le grand foyer du théâtre, œuvre d'Henry Laurens.

#### Inscriptions

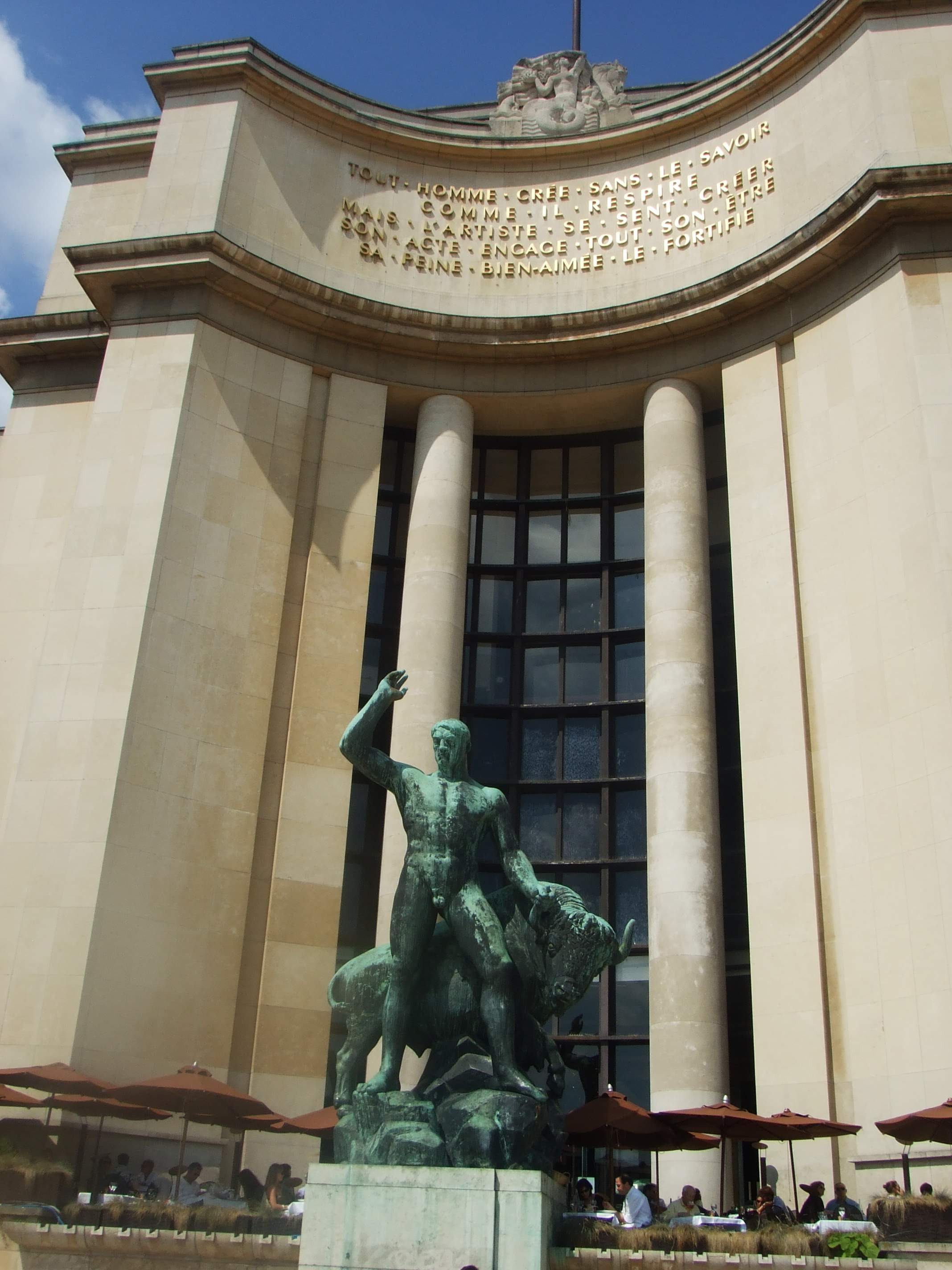
Palais de Chaillot - Aile Paris, vers la tour Eiffel.

Le choix de Paul Valéry pour les quatre inscriptions tient à son statut d'auteur de référence après son texte de 1919 sur l'avenir de la civilisation ; celles-ci sont commandées par le commissariat de l'exposition universelle et réalisée dans une police de caractère, le Peignot, inventée pour l'évènement par Cassandre. Pascal Ory note : « les quatre phrases glosent significativement sur la fonction esthétique du palais, dont elles sont en quelque sorte la dédicace, au sens religieux ». Un cinquième bloc d'inscription se trouvait dans le théâtre réalisé par Niermans, mais il fut retiré lors de son réaménagement. Un buste rend hommage à l'homme de lettres dans les jardins, côté Passy.
Les inscriptions sur le fronton du palais :
- Côté Cité de l'architecture et du patrimoine (Aile Paris), vers la tour Eiffel :

« Il dépend de celui qui passe

Que je sois tombe ou trésor

Que je parle ou me taise

Ceci ne tient qu'à toi

Ami n'entre pas sans désir »

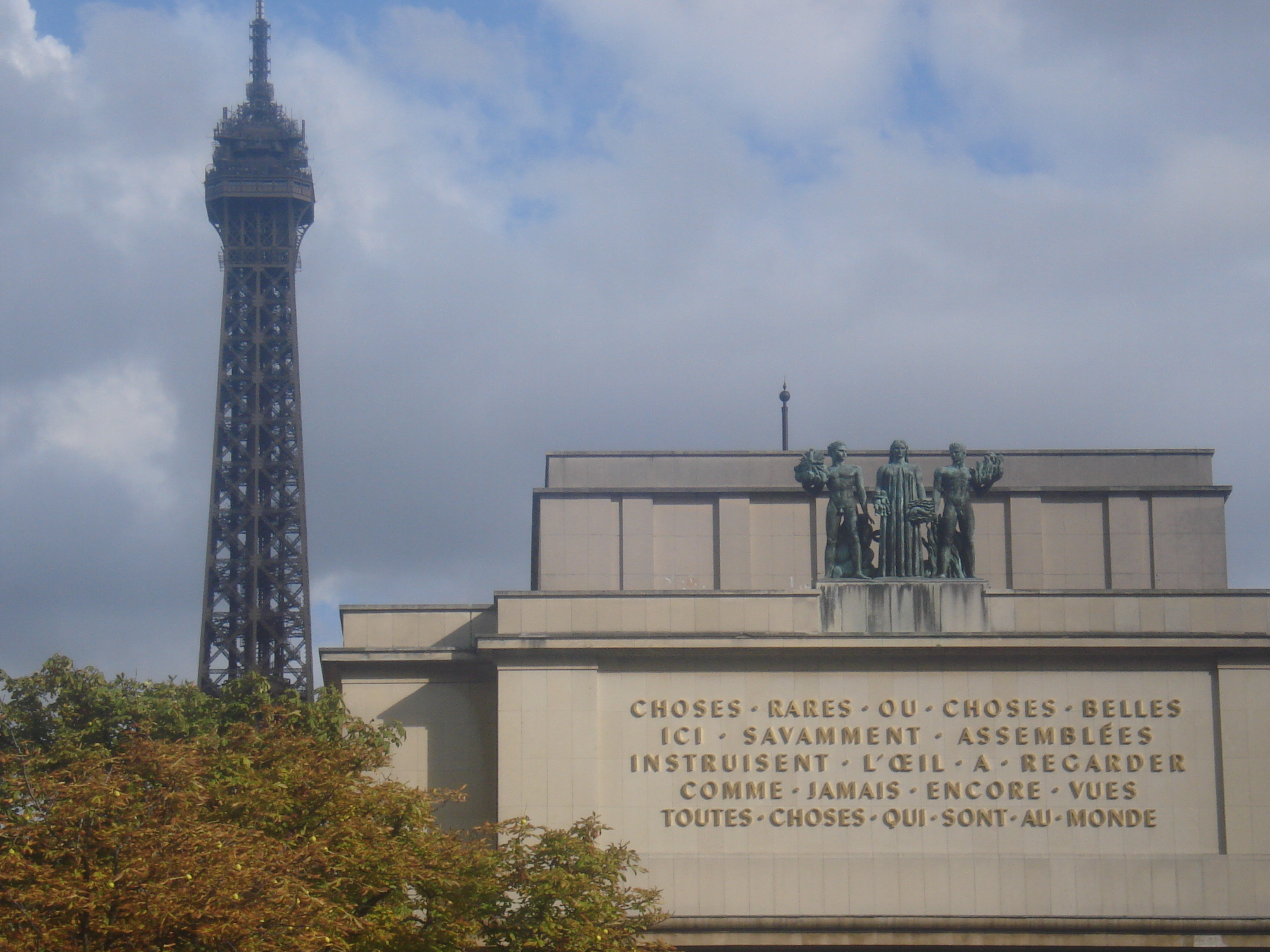
Palais de Chaillot - Aile Passy, vers la place du Trocadéro.

En dessous, se trouve la statue de 1937, Apollon Musagète, exécutée par Henri Bouchard.
- Côté musée de l'Homme (Aile Passy), vers la tour Eiffel :

« Tout homme crée sans le savoir

Comme il respire

Mais l'artiste se sent créer

Son acte engage tout son être

Sa peine bien aimée le fortifie »

En dessous, se trouve la statue de 1937, Hercule domptant un bison, exécutée par Albert Pommier.
- Côté musée de l'Homme (Aile Passy), vers la place du Trocadéro :[63]

« Choses rares ou choses belles

Ici savamment assemblées

Instruisent l'œil à regarder

Comme jamais encore vues

Toutes choses qui sont au monde »

- Côté Cité de l'architecture et du patrimoine (Aile Paris), vers la place du Trocadéro :[64]

« Dans ces murs voués aux merveilles

J'accueille et garde les ouvrages

De la main prodigieuse de l'artiste

Égale et rivale de sa pensée

L'une n'est rien sans l'autre »